# جائزة الأكاديمية الوطنية للعلوم في العلوم الكيميائية
تُمنح جائزة الأكاديمية الوطنية للعلوم في العلوم الكيميائية للأبحاث المبتكرة في العلوم الكيميائية التي تساهم بمعناها الواسع في فهم أفضل للعلوم الطبيعية ولصالح البشرية. إستلم الجائزة الكثير من علماء الرياضيات حول العالم

## المستلمون
المصدر: الأكاديمية الوطنية للعلوم
- جون سي تولي (2020)

لمساهماته الرائدة في فهمنا لمعدلات ومسارات العمليات الكيميائية في طور الغاز، والمرحلة المكثفة، والأسطح من خلال التحليلات الثاقبة وإنشاء أدوات حسابية مثل التنقل على السطح،
وهو نقطة البداية القياسية لمحاكاة تطور الحركة الجزيئية على عدة أسطح الطاقة الكامنة.
- جاكلين بارتون (2019)

لمساهماتها الرائدة في فهمنا للخصائص الكيميائية والبيولوجية والطيفية للحلزون المزدوج للحمض النووي.
- جينيفر دودنا (2018)

للمشاركة في ابتكار تقنية هندسة جينوم فعالة خاصة بالموقع باستخدام نوكلياز كريسبر / كاس 9.
- أرماند بول أليفيساتوس (2017)

لتقديم مساهمات أساسية في التخليق الخاضع للرقابة للبلورات النانوية الغروية غير العضوية، وقياس وفهم خصائصها الفيزيائية الفريدة، واستخدام هذه الخصائص في تطبيقات تتراوح من توليد الضوء والحصاد إلى التصوير البيولوجي.
- كارولين بيرتوزي (2016)

لتأسيس الكيمياء الحيوية المتعامدة، وتطبيق هذه الكيمياء الجديدة لتثبيت السكريات الاصطناعية على سطح الخلايا الحية، مما يتيح دراسة أدوارها في السرطان والجهاز المناعي.
- W. Carl Lineberger [الإنجليزية] (2015)

لتطويره في التحليل الطيفي للإلكترون السالب الجزيئي، والأفكار الأساسية في التقاربات الإلكترونية الجزيئية والديناميات الجزيئية المشتقة منها.
- مارفن هـ.كاروثرز (2014)

لمساهماته الرائدة في التخليق الكيميائي للحمض النووي والحمض النووي الريبي الذي جعل من الممكن فك تشفير الجينات والجينوم وتشفيرها.
- جابور أ. سومورجاي (2013)

تقديراً لمساهماته التجريبية والمفاهيمية الرائدة في فهم كيمياء السطح والحفز على المستوى المجهري والجزيئي.
- توبين جيه ماركس (2012)

للمساهمات الرائدة في فهم بنية ووظيفة المحفزات، مفيدة في إنتاج مواد بلاستيكية صديقة للبيئة ومواد جديدة لصالح البشرية.
- ستيفن جيه بينكوفيتش (2011)

للمساهمات الرائدة في فهم الحفز والآلات البيولوجية المعقدة - البيورينوسوم وبوليميراز الحمض النووي - والتي توضح قوة الكيمياء في حل المشكلات البيولوجية.
- لويس إي بروس (2010)

لدوره الرائد في تطوير لبنة أساسية لعلم النانو، البلورات النانوية شبه الموصلة الغروية، ولإسهاماته في فهمنا للتأثيرات الكمومية التي تتحكم في خصائصها الضوئية.
- جوانا إس فاولر (2009)

لتحقيق إنجازات استثنائية في تركيب المجسات الكيميائية التي ينبعث منها البوزيترون، ولتنفيذها في التصوير الطبي الحيوي ودراسات الكيمياء الحيوية في الجسم الحي، والتي كان لها تأثير كبير على صحة الإنسان في جميع أنحاء العالم.
- جوان ستوب (2008)

لعمل بارز على آليات وتنظيم اختزال الريبونوكليوتيدات، وهو دليل مقنع على قوة التحقيقات الكيميائية لحل المشاكل في علم الأحياء.
- روبرت جي بيرجمان (2007)

للعديد من المساهمات المبتكرة في واجهات الكيمياء الفيزيائية والعضوية وغير العضوية، بما في ذلك اكتشافات الإضافة المؤكسدة لرابطة الكربون والهيدروجين الألكان وثنائيات 1,4 بنزين.
- صموئيل جيه دانيشيفسكي (2006)

- توماس سي برويس (2005)

لدوره الرائد في تطوير الكيمياء العضوية، وخاصة للمساهمات العميقة والدائمة في فهم آليات الإنزيم.
- روبرت جي بار (2004)

لكونه رائدًا وقائدًا وشخصية مركزية في تطوير نظرية الكثافة الوظيفية في الكيمياء ولأفكاره العميقة في الحسابات الكيميائية الكمومية.
- هاري ب. جراي (2003)

لعرضه على نفق الإلكترون بعيد المدى في البروتينات، وتعليمه الملهم وتوجيهه للطلاب، وخدمته غير الأنانية كرجل دولة في الكيمياء.
- إلياس جيه كوري (2002)

لمساهماته الرائعة والمفيدة في نظرية وممارسة التخليق العضوي وفي البيولوجيا الكيميائية والطب.
- جون آي برومان (2001)

لمساهماته الواسعة النطاق في الفهم الأساسي للتفاعل الكيميائي، وخاصةً خصائص الأيونات والجزيئات المرتبطة بحمض القاعدة، وخصائص الأيونات والجزيئات.
- ك.باري شاربلس (2000)

لاكتشافه التفاعلات الكيميائية - الإيبوكسيد غير المتماثل غير المتماثل، وثنائي الهيدروكسيل، والأمينو هيدروكسيل - التي أحدثت ثورة في الكيمياء العضوية عن طريق تحويل التخليق غير المتماثل من شبه المستحيل إلى الروتيني.
- جون د.روبرتس (1999)

لتعريف الكيمياء العضوية الفيزيائية الحديثة - دمج الكيمياء الفيزيائية والتوليف العضوي المطبق في دراسة العلاقات بين التركيب والتفاعل للجزيئات العضوية.
- ألين جيه بارد (1998)

لتطوراته الأساسية في الكيمياء الكهربائية الميكانيكية، اللمعان الكهربائي، الكيمياء الكهروضوئية لأشباه الموصلات، والفحص المجهري الكهروكيميائي.
- فريدريك هوثورن (1997)

لمساهماته الأساسية في كيمياء البورون، وخاصة دراساته الرائدة لهيدرات البورون والكربورانات المعدنية واستخداماتها في المحفزات والتصوير الإشعاعي.
- أحمد زويل (1996)

لتنفيذ العمل الرائد الذي أسس مجالًا جديدًا لكيمياء الفيمتوشيمية بالليزر، باستخدام أشعة ليزر فائقة السرعة وأشعة جزيئية لاستكشاف ديناميات الرابطة الكيميائية في الوقت الفعلي.
- إيزابيلا ل.كارلي (1995)

لتطويرها طريقة لتحديد الهياكل البلورية والجزيئية متساوية الذرات بشكل أساسي عن طريق تحليل الأشعة السينية، مما يؤثر بشكل عميق على ممارسة الكيمياء.
- كوجي ناكانيشي (1994)

لاكتشافاته حول بنية مجموعة واسعة من المنتجات الطبيعية المهمة وإسهاماته الفريدة في دور الشبكية في الرؤية.
- ريتشارد إتش هولم (1993)

لإسهاماته في توحيد مجالات الكيمياء غير العضوية والبيولوجية من خلال دراسات العناقيد المعدنية والبروتينات المعدنية.
- دونالد جيه كرام (1992)

لتوضيح الأسئلة الأساسية للكيمياء الفراغية وآلية التفاعل وللعمل الرائد على توليف وخصائص مجمعات التضمين المصممة (مضيف - ضيف).
- ريتشارد إن زار (1991)

لتقنياته الرائدة القائمة على الليزر، ورؤى عميقة، وإسهاماته الأساسية، والتي أثرت على كل جانب من جوانب ديناميكيات التفاعل الكيميائي.
- ألبرت قطن (1990)

لمساهمته الواسعة في الكيمياء غير العضوية الحديثة، وعلى وجه الخصوص، لإثبات وجود وأهمية الترابط المتعدد من معدن إلى معدن.
- رونالد بريسلو (1989)

لاختراعه الخيالي لطرق تخليقية جديدة، وتلفظه لآلية تفاعلات الإنزيم، وتطويره للأنظمة التي تحاكي نشاط الإنزيم.
- هاردن م. ماكونيل (1988)

لدراساته الأساسية، التي عززت قوة التحليل الطيفي وزادت من فهمنا للخصائص الهيكلية والديناميكية للأغشية في الخلايا الحية.
- هربرت سي براون (1987)

لدراساته عن أورانوبوران، التي كشفت عن كيمياء جديدة مهمة وأثبتتها كمواد وسيطة متعددة الاستخدامات في التركيب.
- رولد هوفمان (1986)

لإسهاماته الموحدة في الكيمياء، والجمع بين النظرية والتجربة؛ ميكانيكا الكم والكيمياء العضوية وغير العضوية والمعدنية والصلبة.
- ريتشارد ب. برنشتاين (1985)

لأبحاثه العلمية، التي تميزت بالتطوير الرائد للطرق الجديدة، تليها دراسة نظرية وتجريبية رائعة للأنظمة الجزيئية التي لها تأثير واسع على وجهات النظر الحالية للتفاعل الكيميائي.
- هنري توب (1983)

لعمله الرائد في آليات التفاعل غير العضوية، وتحديداً اكتشافه لآليات «المجال الداخلي» و «الخارجي» لتفاعلات نقل الإلكترون، والتي أثرت بعمق في الدراسات في الكيمياء الحيوية والكيمياء العضوية.
- جيلبرت ستورك (1982)

لمساهماته الإبداعية غير العادية في تخليق الجزيئات العضوية المعقدة من خلال تطوير أساليب واستراتيجيات جديدة.
- برونو إتش زيم (1981)

لمساهماته وتأثيره في كيمياء البوليمر النظرية والتجريبية، ولا سيما عمله على تفاعلات البوليمر، ومرونة لزوجة البوليمر، وانتقال اللولب الحلزوني في البوليمرات الحيوية، ونظرية تشتت الضوء، ودراسة جزيئات الحمض النووي الكبيرة للغاية.
- فرانك إتش ويستهايمر (1980)

لدراساته الرائدة في تطبيق الكيمياء الفيزيائية على فهم الكيمياء العضوية والتفاعلات الأنزيمية.
- لينوس بولينج (1979)

لدراساته، التي أوضحت من الناحية الهيكلية خصائص الجزيئات المستقرة ذات الأهمية المتزايدة تدريجياً للعلوم الكيميائية والجيولوجية والبيولوجية.